# Ордабаєв Самат Ісламович
Ордабаєв Самат Ісламович (13 січня 1958, Талди-Курганська область, Казахстан) — казахстанський дипломат.
Заступник Міністра закордонних справ Республіки Казахстан (2013—2016). Надзвичайний і Повноважний Посол Казахстану в Україні (2016—2020).

## Біографія
Народився 13 січня 1958 року в Гвардійському районі, Талди-Курганської області, Казахстан. У 1980 році закінчив Казахський сільськогосподарський інститут, агрохімік. Кандидат сільськогосподарських наук.
У 1980—1990 рр. — аспірант, молодший, старший науковий співробітник Східного відділення Всесоюзної академії сільськогосподарських наук імені В. І. Леніна;
У 1990—1992 рр. — завідувач відділом Казахського Науково-дослідного інституту науково-технічної інформації при Державному економічному комітеті Казахської РСР;
У 1992—1994 рр. — вчений-секретар Казахської академії сільськогосподарських наук;
У 1994—1996 рр. — заступник начальника управління Міністерства науки і нових технологій Республіки Казахстан;
У 1996 році — начальник відділу Державного комітету Республіки Казахстан по співпраці з країнами-учасницями СНД;

## Дипломатична робота
У 1998—2000 рр. — третій, другий, перший секретар, начальник відділу, начальник управління Міністерства закордонних справ Республіки Казахстан;
У 2000—2003 рр. — радник Посольства Республіки Казахстан в Білорусі;
У 2003—2004 рр. — заступник голови Комітету у справах СНД Міністерства закордонних справ Республіки Казахстан;
У 2004—2005 рр. — директор департаменту СНД Міністерства закордонних справ Республіки Казахстан;
У 2005—2006 рр. — радник Посольства Республіки Казахстан в Російській Федерації;
З 08.2006 по 05.2007 — заступник голови виконкому — виконавчого секретаря СНД;
З 05.2007 по 02.2013 — радник-посланник Посольства Республіки Казахстан в Російській Федерації;
З 02.2013 по 03.2016 — заступник Міністра закордонних справ Республіки Казахстан;
З 22 квітня 2016 року — Надзвичайний і Повноважний Посол Республіки Казахстан в Україні. У лютому 2020 року звільнений з посади посла в Україні; його наступником в Україні став Калетаєв Дархан Аманович.

## Нагороди та відзнаки
- «Қазақстан Конституциясына 10 жыл» (2005)
- Подяка Президента Республіки Казахстан (2007)
- «Астананың 10 жылдығы» (2008).
- Почесна грамота Ради ОДКБ (2012).
- Медаль «Ерен еңбегі үшін» (2013)
- «За внесок в створення Євразійського економічного союзу» I ступеня (08.05.2015);